# Burg Herwartstein
Die Burg Herwartstein ist eine abgegangene Höhenburg auf dem 570 m ü. NN hohen Herwartstein über der Brenz südlich der Gemeinde Königsbronn im Landkreis Heidenheim in Baden-Württemberg.

## Geschichte
Im 11. Jahrhundert wurde auf dem Herwartstein von den frühen Staufern erstmals eine Burg aus Stein errichtet. Der Ministeriale Herbort wurde vom staufischen Besitzer als Verwalter eingesetzt.
Erstmals wird der Name Burg Herwartstein 1240 im Lehen der Reichsschenken von Winterstetten erwähnt, kommt dann in den Besitz der Grafen von Helfenstein und wird 1287 von den Truppen des habsburgischen Königs Rudolf I. eingenommen und stark beschädigt. Den Helfensteinern wird die Burgherrschaft entzogen und die Verwaltung an die Grafen von Öttingen übertragen.
1302 wird die Burg an König Albrecht I. verkauft, der 1303 das Zisterzienserkloster Königsbronn ("Fons Regis") gründete. 1310 wurde die Burg abgetragen und das Material für den Bau des Klosters verwendet.
Im 20. Jahrhundert wurden die Grundmauern ausgegraben. Die Ruine Herwartstein ist seit 1997 eine Sehenswürdigkeit an der Straße der Staufer.

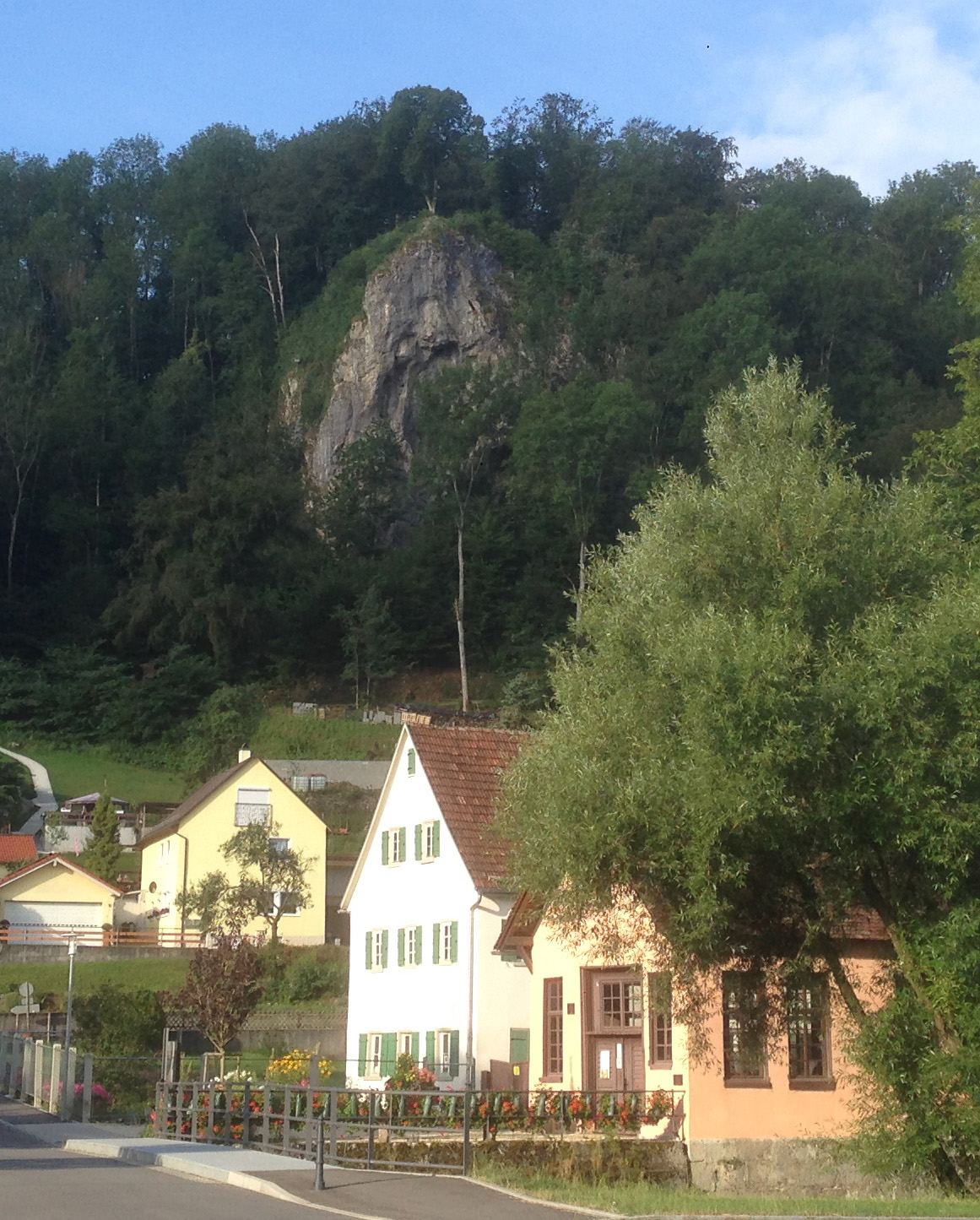
Herwartstein – der Felssporn, mit Resten der Burgruine
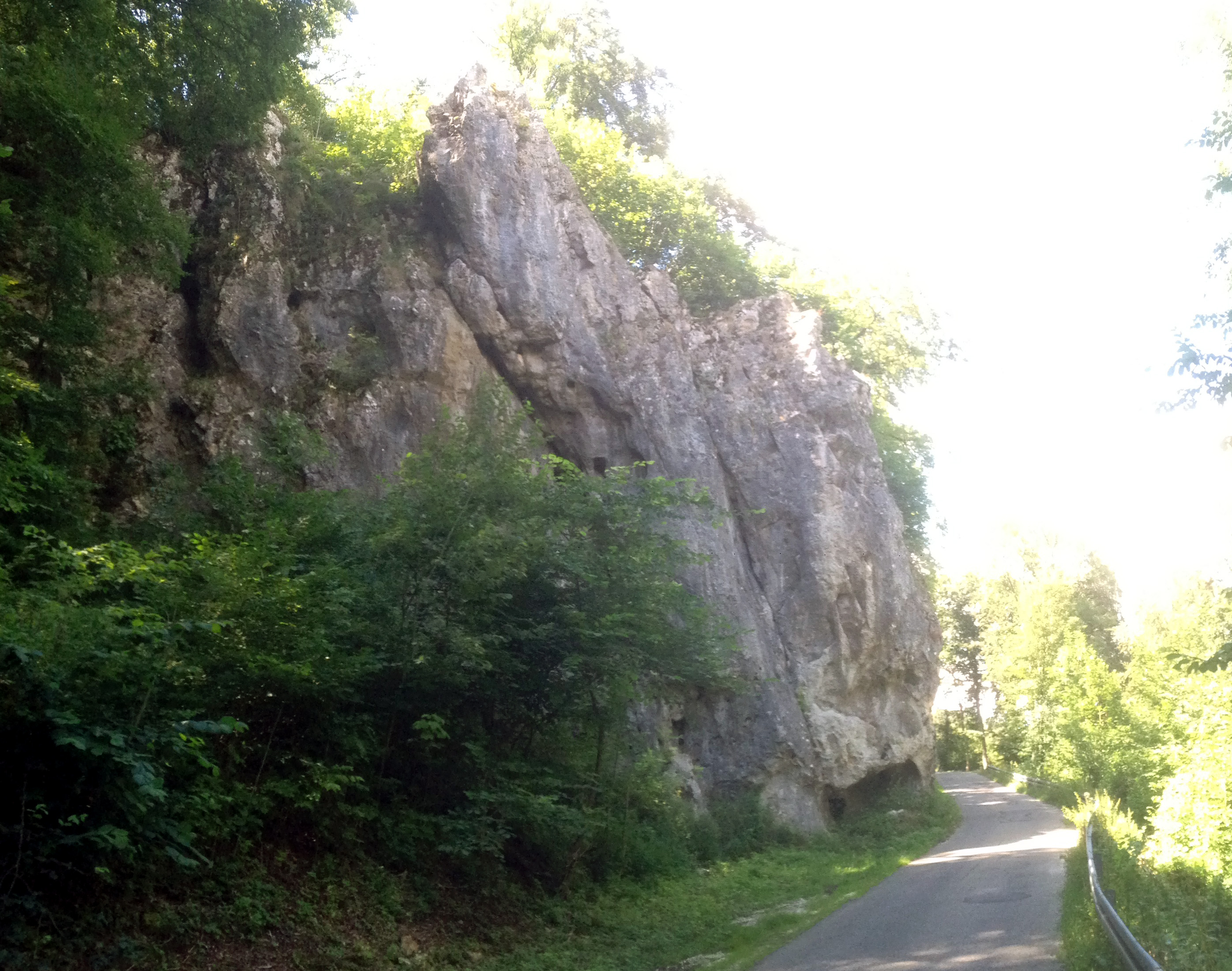
Kleiner Herwartstein
Lageplan der ehemaligen Burg

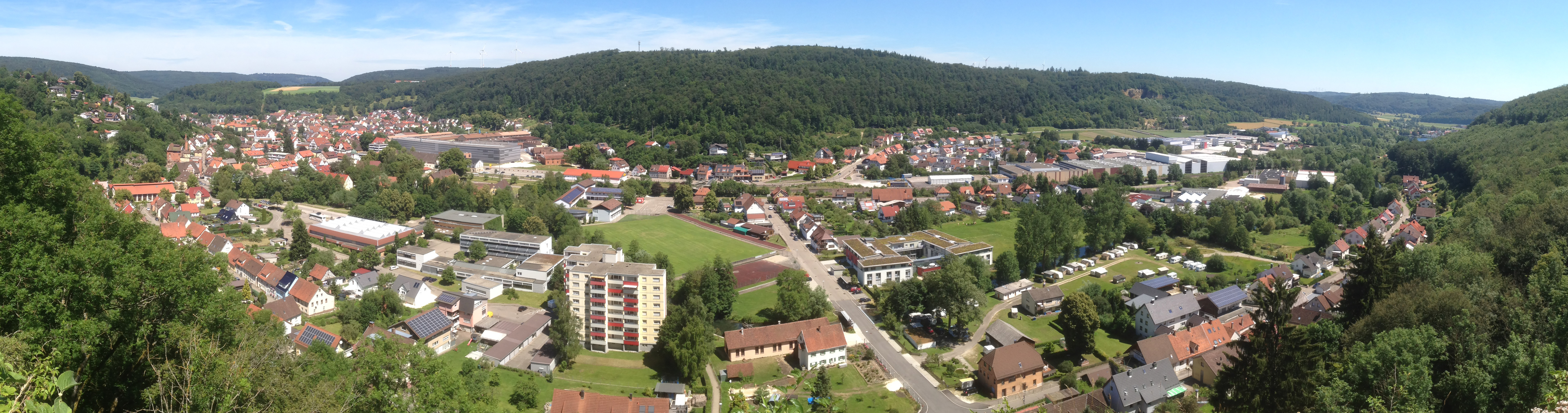
Blick vom Herwartstein auf Königsbronn

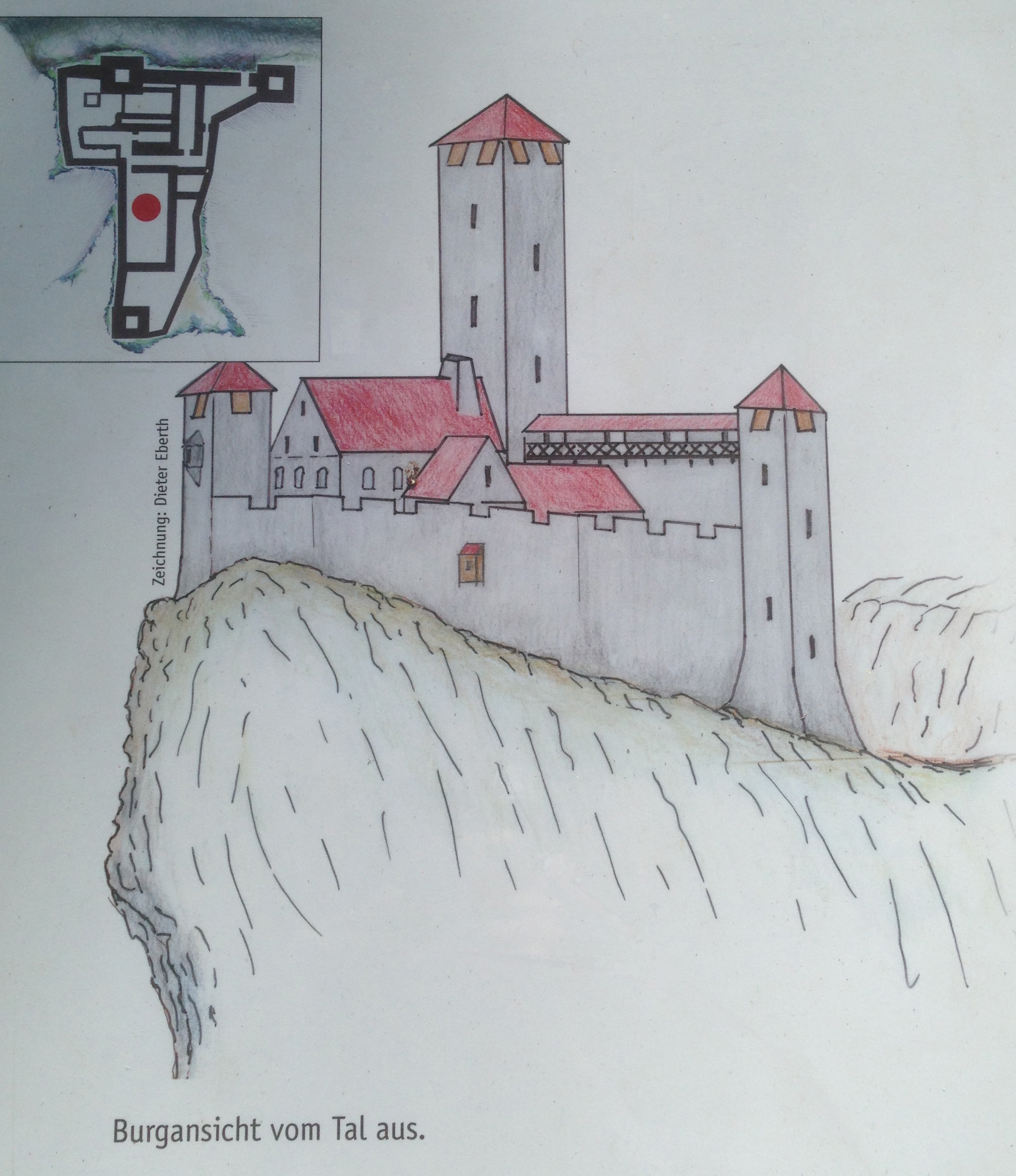
Rekonstruktion der Burg